# Kenogami River
Der Kenogami River ist ein 331 km langer rechter Nebenfluss des Albany River in der kanadischen Provinz Ontario. Der Fluss fließt im Thunder Bay und im Cochrane District. Kenogami bedeutet in der Cree-Sprache „langes Wasser“.

## Flusslauf
Der Kenogami River bildete ursprünglich den Abfluss des Long Lake nahe Longlac an dessen nördlichem Seeende zum Albany River, welcher sich in die James Bay ergießt.
In den Jahren 1937–38 errichtete die Hydro-Electric Power Commission of Ontario, die heutige Ontario Power Generation, den Kenogami Diverson Dam (⊙), um das Wasser des oberen Kenogami River zum Aguasabon River und sclhießlich zum Oberen See umzuleiten. Das Wasser fließt nun in die entgegengesetzte Richtung zum Long Lake und über einen Ableitungskanal weiter zum etwa 7,5 km weiter südlich gelegenen Long Lake Control Dam (⊙). Ein Einzugsgebiet mit einer Fläche von etwa 4400 km² wurde so der James Bay entzogen und den Großen Seen zugeschlagen.
In den aufgestauten Oberlauf des Kenogami River münden die beiden Flüsse Kenogamisis River und Burrows River, beide von Westen kommend. Unterhalb des Ableitungsdamms Kenogami Diverson Dam fließt der Kenogami River etwa 200 km in ostnordöstlicher Richtung. Dabei passiert er nach etwa 25 km den Chipman Lake. Anschließend wendet sich der Kenogami River auf seinem Unterlauf nach Norden. Er nimmt unmittelbar nach seiner Richtungsänderung die beiden größeren Nebenflüsse Nagagami River und Kabinakagami River rechtsseitig auf. Der Kenogami River trifft schließlich auf den von Westen heranströmenden Albany River, der sich nach deren Vereinigung nach Nordosten wendet.

## Hydrometrie
Etwa 2,4 km unterhalb der Einmündung des Kabinakagami River befindet sich bei Flusskilometer 96 der Abflusspegel 04JG001 (⊙). Der gemessene mittlere Abfluss (MQ) an dieser Stelle beträgt 302 m³/s (1966–1995; 2007–2023). Das zugehörige Einzugsgebiet hat eine Fläche von 26.200 km².
Im folgenden Schaubild werden die mittleren monatlichen Abflüsse des Kenogami River für die Messperiode (1966–1995; 2007–2023) in m³/s dargestellt.